# Reginald Abbot (3e baron Colchester)
Pour les articles homonymes, voir Colchester (homonymie) et Abbot.
Reginald Charles Edward Abbot, 3e baron Colchester, né le 13 février 1842 et mort le 26 février 1919, est un pair britannique et magistrat. Il est le fils de Charles Abbot (2e baron Colchester).

## Biographie
Reginald Charles Edward Abbot naît en 1842. Abbot étudie au collège d'Eton et y reçoit le prix Stanhope en tant que président de l'Oxford Union en 1863. Il reçoit son baccalauréat et sa maîtrise en 1864. Il est aussi élève en droit du Lincoln's Inn et est appelé au barreau en 1867. Il poursuit une carrière académique fructueuse, devenant fellow de l'All Souls College de 1864 à 1869. Il y occupe un poste d'examinateur universitaire à l'Université d'Oxford, poste qu'il abandonne en 1871, peu après avoir reçu les titres de son père en 1867. Il vend le domaine familial de Kidbrooke Park en 1874.
Il occupe plusieurs postes administratifs comme secrétaire privé de Stafford Northcote (comte d'Iddesleigh) et de l'ancien premier ministre Edward Smith-Stanley (14e comte de Derby). De 1880 à 1883, il est aussi membre de la Charity Commission for England and Wales (en), puis de la London School Board, pour la circonscription de Wesminster, de 1891 à 1894. Abbot devient aussi Deputy Lieutenant pour Sussex et est juge de paix pour Berkshire and Sussex. Après la vente du domaine familial, l'ancien examinateur passe le reste de ses jours à Londres.
Abbot est le fils unique de Charles Abbot (2e baron Colchester) et d'Elizabeth Susan Law. Il épouse Isabella Grace Maude, fille de Cornwallis Maude (1er comte de Montalt) le 28 janvier 1869, mais n'a pas d'enfants.
Il meurt le 26 février 1919 et est enterré au cimetière municipal de Forest Row. Lady Abbot meurt quant à elle en 1927.